# Klara Farkas
Klara Farkas (geboren als (ungarisch) Klára Szűcs, 2. Dezember 1910 in Budapest, Österreich-Ungarn; gestorben 21. Oktober 2014 in Coconut Grove, Miami, Florida) war eine US-amerikanische Fotografin ungarisch-jüdischer Abstammung.

## Leben und Werk
Klara Szűcs war die jüngere der beiden Töchter des jüdischen Händlers Mor Szűcs (1866–1935), der aus ärmlichen Verhältnissen in der ungarischen Provinz stammte und es in Budapest als Inhaber eines florierenden Geschäftes für edle Stoffe zu soviel Wohlstand gebracht hatte, dass er seinen Töchtern eine gehobene Ausbildung bieten konnte. Klara Szűcs studierte das Fach Klavier an der damaligen Königlich-Ungarischen-Musikadademie (heute Franz-Liszt-Musikakademie) in Budapest. Obwohl die Liebe zur Musik sie ihr Leben lang begleiten sollte, wählte Klara aber letztlich einen völlig anderen Beruf.
Klaras ältere Schwester Elisabeth (ungarisch Erzsébet, 1903–1989) war seit 1924 mit dem Esperanto-Schriftstellers Tivadar Soros verheiratet. Ihre beiden Söhne – Klaras Neffen – sind der US-amerikanische Investmentbanker, Multimillionär und Philanthrop George Soros und dessen älterer Bruder Paul Soros (1926–2013), der ebenfalls ein erfolgreicher Geschäftsmann und bekannter Mäzen war.
Am 3. Oktober 1933 heiratete Klara Szűcs den Architekten, Innenarchitekten und Designer György Farkas (1905–1961). Dieser hatte das neue Haus der Familien Szűcs und Soros in Budapest entworfen, in welchem ursprünglich die beiden Schwestern mit ihren Ehepartnern und ihrer verwitweten Mutter Irma, geb. Brust (1880–1964), leben wollten. Aufgrund eines Zerwürfnisses in der Familie verließen Klara und György Farkas jedoch 1938 Ungarn für immer und brachen jeglichen Kontakt zur Familie ab. Nach einem kurzen Aufenthalt in London wanderten sie 1939 in die USA aus, wo sie zunächst in Miami Beach wohnten. 1946 bezogen sie ihr Haus in Coconut Grove im Süden von Miami City, das der Architekt Dwight James Baum entworfen hatte. In diesem Haus wohnte Klara Farkas bis zu ihrem Tod.
Während ihr Ehemann unter dem Namen George B. Farkas in den Vereinigten Staaten als Architekt und Designer immer bekannter und erfolgreicher wurde, absolvierte Klara Farkas eine Ausbildung zur Fotografin. Über einem Restaurant in Coconut Grove richtete sie ihr erstes Atelier und eine kleine Dunkelkammer ein. Anfangs fotografierte sie nur die von ihrem Ehemann entworfenen Bauwerke und Designermöbel, fand jedoch schnell Freude daran, ihn auf seinen zahlreichen Auslandsreisen zu begleiten und dabei Natur und Landschaft der fremden Länder auf ihren Fotos festzuhalten. Die Fotos, die auf ihren Reisen entstanden, stellte sie in Einzelausstellungen oder in gemeinsamen Ausstellungen mit bekannten Künstlerinnen aus ihrem großen Freundeskreis aus. Zu ihren Lieblingsreiseländern zählte Äthiopien, wohin sie mehrfach reiste, auch gemeinsam mit ihrer 1944 geborenen Tochter Georgette. Einige ihrer 1971 in Äthiopien entstandenen Aufnahmen überließ Klara Farkas dem National Museum of African Art, einem Museum der Smithsonian Institution in Washington D. C.
Durch ihre exzellenten Naturaufnahmen wurde Klara Farkas in Florida eine sehr bekannte und renommierte Fotografin. Mehr als 70 Jahre lang dokumentierte Farkas die Schönheit und die Besonderheiten der Tier- und Pflanzenwelt und der Landschaft Floridas und setzte sich für deren Schutz ein. Farkas’ großes Engagement galt über Jahrzehnte hinweg auch dem Botanischen Garten von Coconut Grove namens The Kampong, der von dem Botaniker David Fairchild (1869–1954) gegründet worden war. Der Kampong, einer von fünf National Tropical Botanical Gardens, wurde von ihr regelmäßig finanziell unterstützt; ihr zu Ehren wurde der Lotus-Teich im Kampong nach ihr benannt.
Nicht nur David Fairchild, sondern auch andere namhafte Persönlichkeiten, die Floridas Entwicklung mitgeprägt haben, Künstlerinnen wie Marianna von Allesch und Landelle Trivette sowie Größen aus Politik und Wirtschaft, ließen sich gerne von Farkas fotografisch porträtieren. Zehn dieser von ihr aufgenommenen Porträtfotos sind in einer Dauerausstellung in der Miami-Dade Public Library zu sehen.
Zu Farkas’ engen Freundinnen zählte die Künstlerin Margaret Lefranc; in deren Kunststiftung, der Margaret Lefranc Art Foundation, gehörte Farkas dem Vorstand an. Es war ihr ein Anliegen, die Sichtbarkeit von Frauen in der Kunst zu erhöhen und sie zu fördern. Wegen ihrer Liebe zur Kunst engagierte sich Farkas auch bei der Gründung des Lowe Art Museum auf dem Campus der University of Miami. Sie zählte außerdem zu den Initiatorinnen der University of Miami Women’s Guild.
In ihren letzten Lebensphase litt Farkas unter einer Makuladegeneration und war in den letzten Jahren vor ihrem Tod blind. Der Pulitzer-Preisträger und Fotojournalist des Miami Herald, Patrick Farrell (* 1959), porträtierte sie in dieser Zeit als blind photographer vor einem leuchtend blauen VW Käfer posierend, mit ihrer Kamera um den Hals. Trotz ihrer Blindheit nahm sie weiterhin rege am öffentlichen Leben teil. Noch bis kurz vor ihrem Tod besuchte sie gemeinsam mit einer Freundin als Abonnentin regelmäßig Klassik-Konzerte, wo sie ihren Stammplatz in der vordersten Reihe hatte.
Klara Farkas starb im Oktober 2014 im Alter von 103 Jahren, sechs Wochen vor ihrem 104. Geburtstag. Sie hinterließ ihren Sohn Tom Farkas, der in Utah lebt, und ihre Tochter Georgette Farkas Ballance in Miami. Die langjährige Kunstkritikerin des Miami Herald, Helen Kohen, würdigte Farkas mit den Worten: „She was a pioneering Miami artist. Much beloved and much admired.“ (dt.: „Sie war eine bahnbrechende Künstlerin in Miami. Viel geliebt und viel bewundert.“)

## Porträtfotos  (Auswahl)

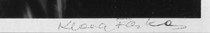
Gemeinfreie Signatur unter einem nicht gemeinfreien Foto

- Margaret Lefranc (Link zum Foto)
- Marianna von Allesch (Link zum Foto)
- Marjory Stoneman Douglas (1890–1998)
- Marian Hubbard Bell Fairchild (1880–1962), Tochter von Alexander Grahem Bell
- Marion Isadore Manley (1893–1984), erste praktizierende Architektin in Florida
- Helen Muir (1911–2006), Journalistin und Autorin
- Landelle Trivette (1879–1981), Konzert-Cembalistin und Lehrerin
- Elizabeth Davis (1890–1988), Malerin
- Judith Arango Henderson (1928–2003), Designerin und Kolumnistin
- Alice Cutts Wainwright (1908–1991), Rechtsanwältin und erstes weibliches Mitglied der City of Miami Commission
- Nell Montgomery Jennings (1905–1990), Gründerin des Montgomery Botanical Center
- Elizabeth Virrick (1898–1990), soziale Aktivistin und Gründerin der Organisation Coconut Grove Cares